# Joseph Kitchin
Pour les articles homonymes, voir Kitchin.
Joseph Kitchin (1861-1932) est un statisticien anglais connu pour avoir mené des travaux sur les cycles économiques.

## Biographie
Joseph Kitchin naît en 1861, il est un statisticien homme d'affaires. Il devient statisticien pour le compte du Financial News de 1888 jusqu'en 1897, où il s'investit dans les affaires minières sud-africaines.
Il meurt en 1932.

## Travaux
En 1923, Joseph Kitchin publie dans le Review of Economics and Statistics un article intitulé Cycles and Trends in Economic Factors montrant l’existence de cycles d’une durée de 40 mois à partir des séries sur les économies américaine et britannique de 1890 à 1922. Kitchin théorise que ces cycles existent par les temps de réaction nécessaires aux productions capitalistes pour corriger un déséquilibre d'offre et de demande sur le marché.